# Tomasz Dziubiński (piłkarz)
Tomasz Mariusz Dziubiński (ur. 8 lipca 1968 w Radomiu) – polski piłkarz i trener piłkarski, występujący podczas kariery zawodniczej na pozycji napastnika. Obecnie prezes Radomskiego Klubu Piłkarskiego Broń Radom.

## Kariera piłkarska
Wychowanek Broni Radom. Był najlepszym strzelcem pierwszej ligi polskiej w sezonie 1990/1991. Zdobył wtedy w barwach Wisły Kraków 21 goli. Za 800.000 dolarów przeszedł z Wisły do Club Brugge, z którym zdobył mistrzostwo Belgii oraz superpuchar Belgii. Potem grał w RWD Molenbeek, Le Mans Union Club 72 oraz Verbroedering Geel. Karierę zakończył w 1999 roku w klubie Mazowsze Grójec.
Dziubiński to pierwszy Polak, który strzelił bramkę w Lidze Mistrzów (3 marca 1993) – gola zdobył w 42. minucie meczu grając w barwach Club Brugge przeciwko Rangers (1:1).

## Kariera sędziowska
Po zakończeniu kariery piłkarskiej Dziubiński sędziuje mecze w B i A klasie.

## Kariera trenerska
Dziubiński obecnie mieszka w Radomiu i jest dyrektorem sportowym oraz trenerem w akademii piłkarskiej klubu sportowego Broń Radom . Trenował także drużynę seniorów Iłżanki Kazanów od lipca 2008 do marca 2009 roku. Od 2 maja 2012 roku do października 2015 roku był trenerem III-ligowej Broni Radom. Od 25 października 2015 roku do 2023 roku był trenerem klubu sportowego LKS Jodła Jedlnia-Letnisko, który grał w tym czasie w lidze okręgowej.

## Reprezentacja Polski
| l.p. | Data             | Miejsce | Przeciwnik        | Rezultat | Rozgrywki  | Grał   | Uwagi |
| ---- | ---------------- | ------- | ----------------- | -------- | ---------- | ------ | ----- |
| 1.   | 5 lutego 1991    | Belfast | Irlandia Północna | 1-3      | towarzyski | od 46' |       |
| 2.   | 13 kwietnia 1993 | Radom   | Finlandia         | 2-1      | towarzyski | 90'    |       |